# 普跡鎮
普跡鎮（ふせきちん）は中華人民共和国湖南省長沙市瀏陽市の鎮。

## 行政区画
- 普泰村
- 普花村
- 普官村
- 大鶏頭村
- 書院新村（2015年、双洲村、書院村が合併し、現在の書院新村が発足。）
- 五豊村
- 新街社区（2015年、団結村、新街社区が合併し、現在の新街社区が発足。）
- 金江社区（2015年、金江社区、古寺村が合併し、現在の金江社区が発足。）
- 新府社区

## 歴史
普跡鎮は戦国時には楚国に属する。
明朝の時、普跡鎮は瀏陽県の管轄。
中華民国元年（1912年）、当時は普安鎮という。
1922年、「普跡鎮」と改称。
1958年、金江、普跡、官橋と合併し、改めて普跡人民公社が発足。
1962年、普跡人民公社を普跡公社・金江公社・官橋公社に分離。
1983年、「普跡郷」と改称。
1992年、普跡鎮に昇格。
1995年6月、金江郷を吸収合併する。

## 経済

### 名物・特産品
- 稲
- 野菜
- 苗木
- 爆竹

## 地理
普跡鎮は瀏陽市の南西部に位置し、北は鎮頭鎮、葛家鎮と、東は棖沖鎮と、西は官橋鎮と、南は株洲市醴陵市官荘郷とそれぞれ接している。
- 河川：瀏陽河
- 山：鶏子嶺（標高142メートル）、黄茅尖（標高725メートル）、白茅尖（標高597.8メートル）、烏峰尖

## 教育
- 普跡中学

## 交通

### 道路
- 県道：X017、X016、X018
- 高速道路：瀏醴高速道路
- 村道：新府路、普青路、普鎮路、文化路、景観路、新泰路、普金路、普官路、沿河路、普躍路

## 観光
- 万寿宮
- 夾洲島

## 出身有名人
- 欧陽中鵠（中国語版）：譚嗣同、唐才常の師。
- 何継善（中国語版）：中国工程院院士。